# ボルボ・PV444/544
ボルボ・PV444/544はスウェーデンの自動車メーカー・ボルボが1946年から1965年まで生産した乗用車シリーズである。
ボルボにとっては初の本格的な量産型小型乗用車となった。1940年代前半の米国製フォード・セダンにも似た、前後フェンダーが独立したプレーンバックスタイルの流線型ボディは長く生産が続いた結果、1950年代中期には早くも時代遅れになっていたが、旧式な外観に見合わぬ軽量な車体とシャーシ設計の良好さで優れた動力性能を発揮、モータースポーツでも活躍した。アメリカ合衆国をはじめとする国外輸出も多数行われ、今日のボルボ乗用車の基礎を築いた。安全性・耐久性への配慮や、一つのモデルを長期間生産するという20世紀末まで続いたボルボの伝統も、やはりこのPV444/544で確立された。

## PV444
スウェーデンは第二次世界大戦中を通じ中立を守ったため戦禍から免れたが、スウェーデンを囲むヨーロッパ諸国は戦勝国・敗戦国を問わず広範に戦禍を受けており、戦争終結後の厳しい戦後不況の影響からはスウェーデンも免れがたい状況にあった。ボルボ社経営陣は戦後の経済的窮乏の中、会社の生き残りのためには、従来の市場で中級以上のレンジに当たるボルボ車よりも、より小型で経済的な商品を開発することが必須であると洞察、戦時中から新型車の開発を開始していた。
新しい小型車はPV444として1945年2月に発表された。実際の生産は戦争終結後の1946年秋にずれ込んだが、戦後に市場に投入された新型車としては最も早い一台となった。車名のPVはスウェーデン語の「Person Vagn」(乗用車)、444は「4人乗り・4気筒・40馬力」の意味であった。
メカニズムの特徴としてはボルボとして初めて、世界的にも比較的早い段階でモノコックボディを採用し、車両重量を1t以下に抑えたことが特筆される。また、前輪サスペンションも当時のフォードがまだ固定軸であったのに対し、独立懸架を採用した。
エンジンはボルボ初のOHV直列4気筒が新開発された。当初のエンジンはB4B型と呼ばれ、排気量は1,414ccでその名の通り40馬力であったが、1955年にはSUツインキャブ付きのB14A型が追加され、1957年には1,583ccのB16A・B16B（ツインキャブ）に変更された。
1953年には3ドアワゴンの「PV445デュエット」も追加された。1958年までの14年間に約20万台が生産されている。途中の小変更によりA、B、C、D、E、H、K、Lの合計8シリーズがある。当時の日本にも少数ながら輸入された。

## PV544
1956年には完全な戦後型としてボルボ･120(アマゾン)シリーズが登場していたが、PV系の高い信頼性・耐久性と鈍重な見かけによらぬ高性能を愛好する層も少なくなく、1958年には改良を受けてPV544に発展、アマゾンよりも廉価な価格帯をカバーするモデルとして存続した。
車体の変更点としてはフロントウインドウが1枚物の曲面ガラスとなり、リアウィンドウも拡大されて視界が改善されたこと、居住性も改善されて5人乗りになったことである。リアサスペンションも120シリーズと同じコイルスプリングに改められた。
エンジンは当初PV444の後期型と同じB16系であったが、1962年以降はP1800クーペと同じ1,778cc5ベアリングのB18型エンジンとなり、特にツインキャブのB18D型搭載車は「ボルボ・スポーツB18」として高性能を売り物に販売された。また、他のボルボ各車と同様1959年には3点式シートベルトが装備され、ダッシュボードにはクラッシュパッドが貼られるなど、早くも安全性にも配慮がなされていた。
PV544は当時の日本へも駐留米軍人や外交官によって持ち込まれ、日本人愛好家によって乗り継がれた。漫画家の佃公彦もそうしたオーナーの一人であった。PV544は1965年に生産を終了するまでに約24万台（PV444との合計で約44万台）生産されたがワゴン版の「PV210デュエット」は、ボルボ・140シリーズにワゴン版が登場する1969年まで継続生産された。

## モータースポーツ

### ラリー競技
PV544はその北欧のラリーカーらしい強靭なボディかつ、コントローラブルなハンドリングを買われ、スティグ・ブロンクビストをはじめとする北欧系ドライバー達の多くがPV544でラリーを始めたとされている。
ポテンシャルは高く、WRC設立以前のラリーであるヨーロッパラリー選手権（ERC）を2度制す実力を発揮した。1965年のサファリラリーでは後年までラリー界で名を博すジョギンダ・シンがPV544を駆り初優勝する。この時にシンが駆っていたPV544は前年のラリーで、ボルボ・ワークスが駆って大破させ、ケニアに残して行ったもので、シンによって修復され出走、優勝したという逸話がある。